# L'asso delle tigri volanti
L'asso delle tigri volanti, pubblicato in Italia anche con il titolo L'asso della bottiglia (Baa Baa Black Sheep) è un romanzo di Pappy Boyington, colonnello del corpo dei Marines che ha partecipato nel 1941 alla guerra contro i giapponesi nella Cina di Ciang.

## Edizioni
- Pappy Boyington, L'asso delle tigri volanti - Il pilota che sfidò i giapponesi in tutti i cieli del Pacifico, traduzione di Adriana Pellegrini, collana I Super Pocket Italiani, Longanesi, 1966,  p. 300.